# Stour
El riu Stour (pronunciat /ˈstʊər/ o /ˈstaʊr/) és un curs d'aigua de la regió d'East Anglia, Anglaterra. Té 76 km de recorregut i fa de límit entre els comtats de Suffolk, al nord, i Essex, al sud. Neix a l'est de Cambridgeshire, passa per l'est de Haverhill, creua els municipis de Cavendish, Bures, Sudbury, Nayland, Stratford St Mary, Dedham i rega la vall de Dedham, zona declarada d'especial bellesa natural. Queda sota l'influx de les marees just abans d'arribar a Manningtree, i desemboca a la mar del Nord, al municipi de Harwich. A Anglaterra hi ha altres rius amb el mateix nom: un està a Dorset, un altre a Warwickshire, un altre a Worcestershire i tres estan a Kent: el Gran Stour, el Petit Stour i l'Stour de l'Est.

## El nom
Sobre l'origen del seu nom i el seu significat s'han escrit diverses teories sense arribar a cap acord unànime.

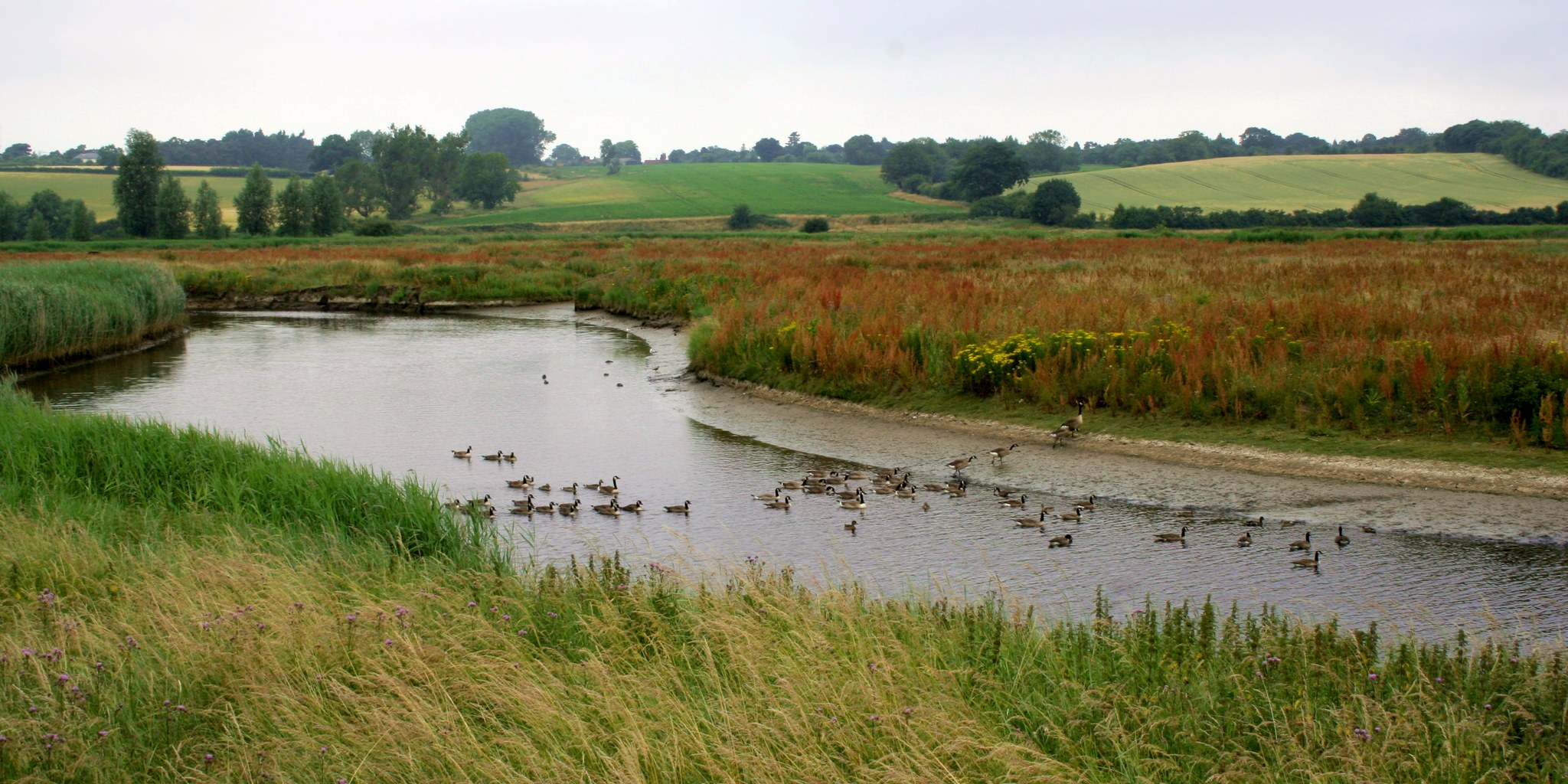
Ànecs nedant al Stour, a la vall de Dedham.

Una de les diverses teories proposa que ve d'un terme celta sturr, que vol dir «fort». Tanmateix, la paraula Stour, que és força comuna en noms de rius d'Anglaterra, no es troba entre el vocabulari gal·lès, idioma amb clares arrels celtes; Crawford, però, posa com a exemple dos afluents del riu Po, propers a Turín, que es diuen Stura. A Alemanya hi ha un riu anomenat Stoer, que és tributari de l'Elba. Segons Brewer, a la Gran Bretanya i a Irlanda, Stour es pronouncia diferent en segons quins llocs: el que passa per Kent i East Anglia té una pronúncia que rima amb tour; el que passa per Oxfordshire es pronuncia rimant amb mower o en algunes poblacions els parlants el pronuncien com hour, i el que passa per Worcestershire sempre es pronuncia com hour. El riu Stour, que separa Essex de Suffolk no té una única pronúncia, sinó que varia segons els llocs, de vegades stowr i de vegades stoor.
En contra d'això, stour era una paraula ja existent en l'anglès medieval que va donar lloc a dos significats diferents i els respectius derivats, com es pot comprovar en la majoria de diccionaris. Com a adjectiu, amb arrels germàniques, té les accepcions de «gran, poderós» (en les llengües escandinaves actuals stor vol dir «gros, important»). Com a nom, amb arrels en el francès medieval, significa «commoció, confusió» o «conflicte armat, revolta». Hi ha una tercera accepció «explosió o depòsit de pólvora» que, segones el Concise Oxford Dictionary, només es fa servir amb aquest significat al nord d'Anglaterra i d'Escòcia i és d'etimologia incerta. L'any 2006 es va suggerir que un antic nom d'un riu europeu procedia d'un adjectiu en anglès antic i que stour era la contraposició al terme blyth, paraules emprades pels anglosaxons per classificar rius segons la força amb què baixaven les seves aigües.
L'etimologista Isaac Taylor, va proposar una solució senzilla: que Stour deriva de dŵr, el terme gal·lès per a dir «aigua».
També podria ser que els diversos rius anomenats Stour no tinguin el mateix origen i que la semblança en l'escriptura o en la pronúncia sigui només un fet casual.

## Descripció

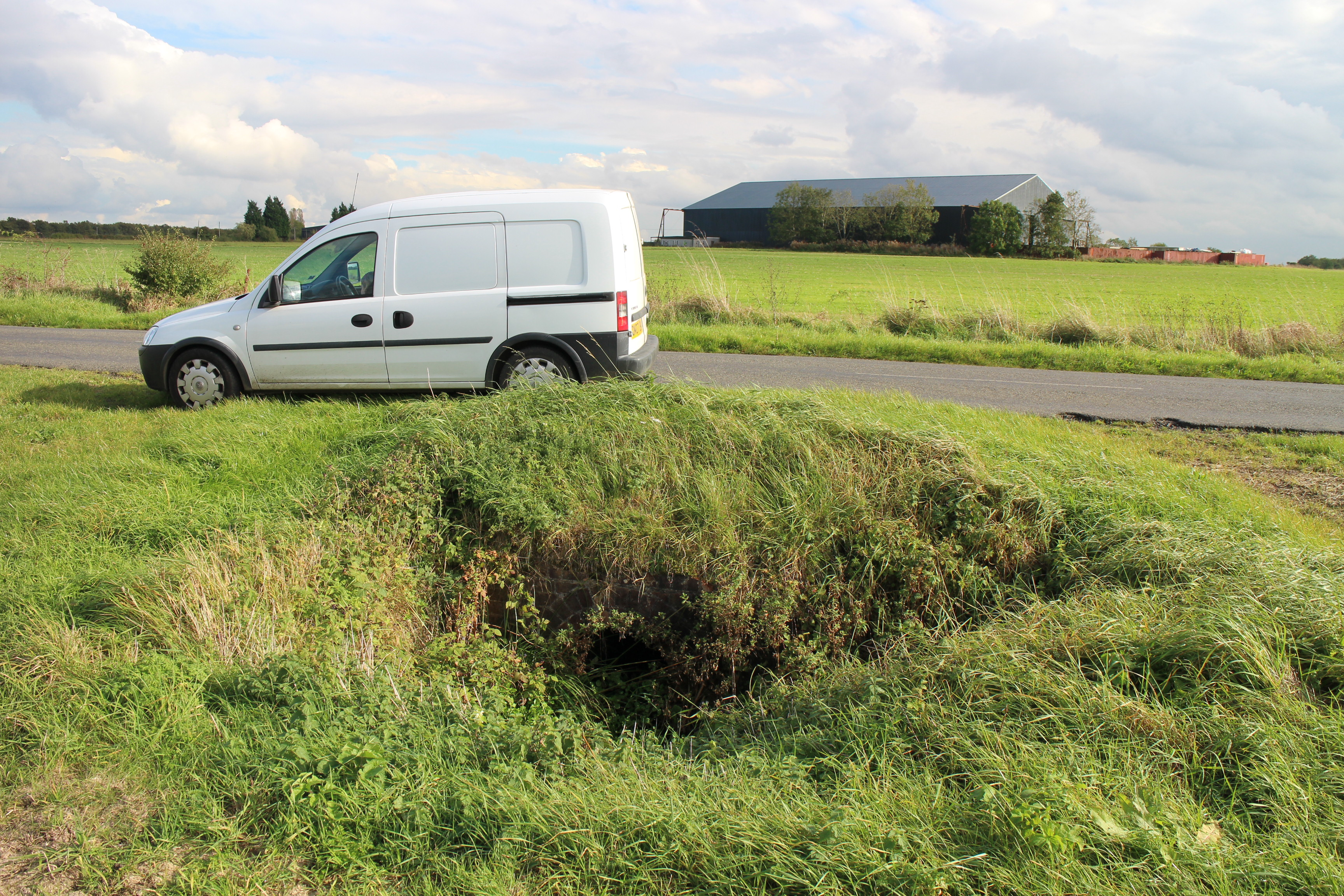
La font d'on brolla l'Stour

L'Stour neix a Wratting Common, Cambridgeshire, a prop de Weston Colville, i desemboca a la mar del Nord, a Harwich. Forma una vall que es va originar amb les aigües del desglaç de la glaciació Ànglia, fa uns 400.000 anys. Aquest procés va donar lloc a la formació de mescles variables de graves, sorra, llims i argila a la part baixa de la vall. Els afluents més llargs es troben a la part alta de la vall. en alguns llocs, en especial a la rodalia de Sudbury i els Cornards, hi ha diferents terrasses fluvials que són el resultat de diversos episodis de la fusió de la glacera. La vall és en conjunt més plana que fonda.
La banda oriental del riu és una àrea declarada d'especial bellesa natural (AONB), anomenada Dedham Vale, una vall que porta el nom de la vila d'Dedham, a Essex. La bellesa del paisatge es pot notar a ambdues bandes del riu. L'àrea natural AONB abasta aproximadament 18 km d'est a oest i entre 4 km i 8 km de nord a sud.
El territori al voltant de l'estuari és una reserva natural protegida (RSPB) gestionada per la Reial Societat Protectora d'Ocells.

## Aprofitament
La primera població construïda a la riba d'aquest riu és a Great Bradley, on hi ha proves d'assentament humà de fa 5.000 anys. Es coneixen almenys 40 molins que aprofitaven la força de les seves aigües, alguns daten de l'època del Domesday Book; la majoria eren molins per fer farina, mentre que altres servien per a moure batans i per a fabricar paper. Tots els antics molins han cessat de funcionar o bé s'han reconvertit a altres usos, principalment domèstics. Un d'aquests és el molí de Flatford, a l'est de Bergholt, famós per ser propietat de la família Constable. Fins al segle xx, les terres planes al voltant d'aquest riu estaven sovint humides i eren aprofitades com a prats de pastures, però amb els avenços en les tècniques de drenatge algunes d'aquestes terres van passar a ser zones de conreu.
El riu Stour va ser un dels primers d'Anglaterra en rebre obres de canalització per a millorar la navegabilitat de vaixells de calada fonda. El parlament va aprovar una llei el 1705 per fer-lo navegable des de Manningtree, al comtat d'Essex, fins a la ciutat de Sudbury, al comtat de Suffolk, amb la qual establia les condicions per als drets de navegació i proveïa les bases per a fundar la companyia d'inversors que s'encarregaria de les obres, de gestionar el manteniment i els beneficis. Aquesta empresa, amb seu a Londres, formada per inversors de Suffolk va necessitar 4.800 lliures per tirar endavant el projecte. La gavarra (en anglès anomenada lighter barge) era el tipus d'embarcació més emprat i encara n'hi han, tot i que la majoria de les seves funcions les han substituït el ferrocarril.

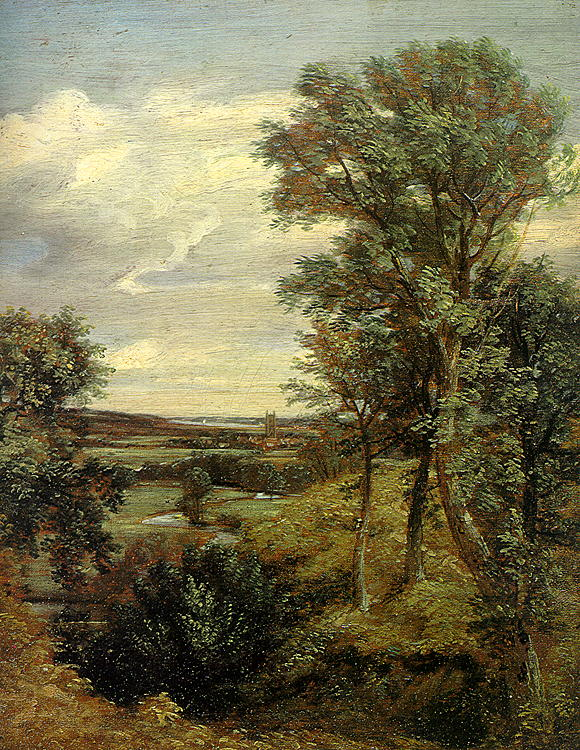
La vall de Dedham, obra de Constable, 1802.

La vall de l'Stour va ser tema d'estudi dels pintors paisatgistes: John Constable, Thomas Gainsborough i Paul Nash. La implicació de Constable amb aquesta zona, amb el riu com a centre, va ser tan productiva que rep el sobrenom de «la contrada de Constable». Un dels indrets preferits d'aquest pintor va ser l'església de Dedham, retratada el 1815, a la vora del riu.
Durant la Segona Guerra Mundial el riu, des de Bures fins a Long Melford, va ser establert part de la línia de defensa de l'est i s'hi van instal·lar llocs d'observació del tipus pillbox.
El 1968 es va crear un organisme de conservació, el River Stour Trust, que es va proposar restaurar la navegació entre Sudbury i la desembocadura; per a aconseguir-ho vol refer les rescloses que hi havia a Dedham, Flatford i Great Cornard, i tornar a posar les 10 restants. Mentrestant, promociona la navegació amb petites embarcacions i organitza esdeveniments anuals per a gent de totes les edats en diferents llocs del riu. Actualment es poden fer viatges amb el vaixell del River Stour Trust, que funciona amb una tripulació de voluntaris i que es lloga des del moll de Flatford o des de Sudbury en la temporada que va de Pasqua a l'octubre. L'agència mediambiental (Environment Agency) és l'autoritat que regula la navegació per aquest riu. Hi ha un club a Bures que organitza sortides amb canoa més acampada, sortint de Sudbury i amb arribada a l'estuari a Cattawade.
En les aigües de l'Stour s'han trobat elements contaminants procedents dels fertilitzants emprats en l'agricultura. En els darrers anys han sorgit organitzacions (Essex & Suffolk Water, Natural England's Catchment Sensitive Farming (CSF)) que s'han marcat com a objectiu millorar la seva potabilitat.